# Hartwig Othmer
Hartwig Othmer (* 11. September 1963 in Gronau (Leine)) ist ein deutscher Jurist.

## Werdegang
Der auf einem Bauernhof in Wülfingen aufgewachsene Hartwig Othmer, der sein Abitur in Hildesheim ablegte und anschließend den Grundwehrdienst in Celle ableistete, studierte Rechtswissenschaften an der Georg-August-Universität in Göttingen. Dort bestand er im September 1990 das Erste Staatsexamen. Im Februar 1994 schloss er seine juristische Ausbildung erfolgreich mit der zweiten juristischen Staatsprüfung im Oberlandesgerichtsbezirk Celle ab. Seit März 1994 war er in der niedersächsischen Sozialgerichtsbarkeit tätig. Von Oktober 1997 bis September 1999 war er als wissenschaftlicher Mitarbeiter an das Bundessozialgericht abgeordnet. Dem folgte eine weitere Abordnung in selber Funktion von Juli 2000 bis Juni 2001 an das Landessozialgericht Niedersachsen. Außerhalb dieser Zeiträume wirkte er als Richter am Sozialgericht Hildesheim bis Januar 2004. Der Ernennung zum Richter am Landessozialgericht im Februar 2004 einhergehend mit der anschließenden Tätigkeit in dieser Funktion am Landessozialgericht Niedersachsen-Bremen folgte die Übergabe der Ernennungsurkunde durch BSG-Präsident Peter Masuch am 19. Januar 2011 zum Richter am Bundessozialgericht. Dieser Aufgabe ging er zunächst im Siebten und Achten Senat nach. Derzeit gehört er dem Neunten und Zehnten Senat an.

## Quelle
- Neuer Richter am BSG Hartwig Othmer, juris vom 19. Januar 2011